# Мадраса (виноград)
Мадраса (азерб. Mədrəsə), также «матраса» — сорт винограда, используемый для изготовления десертных и столовых вин, а также виноградного сока.

## География
Культивируется на Южном Кавказе, а также в ряде стран Средней и Центральной Азии. Большинство насаждений находятся возле Каспийского моря, в том числе в Азербайджане, Дагестане и Армении.
Происходит, по-видимому, из окрестностей посёлка Мадраса, расположенного в Шемахинском районе Азербайджана, где сорт культивируется, самое позднее, с XIX века.

## Основные характеристики
Листья среднего или крупного размера, разной формы, с глубокими рассечениями и вырезами. Побеги слабо облиствены. Гроздья также средние или крупные (до 20 см длины и 14 см ширины) весом от 85 до 145 гр. Ягоды овальной формы имеют среднюю величину (до 16 мм длины и 14 мм ширины) с темно-синей с густым восковым налетом окраской.

В зависимости от места произрастания и от назначения винограда сбор урожая производится в сентябре — начале октябре.
Сахаристость достигает 23-28 г/100 мл.

## Синонимы
Кроме Мадраса, Медресе или Матраса, сорт называется также «Кара/Гара/Чара/Чёрный» «гирей/сира/сирей/чира/чирей/шира/ширей», в различных комбинациях.